# Tolli (peintre)
Þorlákur Hilmar Morthens, plus connu sous le nom de Tolli, est un peintre islandais.

## Enfance et éducation
Tolli commence à dessiner vers l'âge de 10 ans ; il raconte que, lorsque ses amis jouaient au football, lui restait enfermé chez lui à dessiner les fruits de son imagination. Sa vie familiale est difficile et, à 15 ans, il jette tous ses dessins, ne souhaite plus continuer son art et se met à faire des petits boulots, notamment de pêche. Il se rend compte rapidement qu'il n'a pas d'avenir dans cette voie et entre à l'Icelandic College of Arts and Crafts où il étudie les arts performatifs, le cinéma et la photographie.